# Ishasha (Demokratische Republik Kongo)
Ishasha ist ein Ort im Territorium Rutshuru der Provinz Nord-Kivu im Osten der Demokratischen Republik Kongo an der Grenze zu Uganda.

## Geographie
Ishasha liegt auf einer Höhe von 1015 m südlich des Eduardsees und des diesen auf kongolesischer Seite umschließenden Virunga-Nationalparks sowie etwa 200 Kilometer nordöstlich der Provinzhauptstadt Goma. Entlang der Grenze zu Uganda östlich des Ortes verläuft Richtung Norden der in den Eduardsee mündende, gleichnamige Fluss Ishasha.

## Milizen
Anfang August 2024 wurde der Ort von der Rebellenmiliz Bewegung 23. März (M23) eingenommen. Einen Tag zuvor fiel bereits der nahegelegene Ort Nyamilima unter die Kontrolle der M23.